# Lakens schaap
Het Lakens schaap is een zeldzaam Belgisch schapenras. Lakense schapen zijn middelgrote dieren met zeer lichtbeige tot crèmekleurige wol. De poten en kop van de dieren hebben een opvallende glanzend beige kleur en op het voorhoofd heeft het ras een typerend toefje wol, dat vooral bij de lammeren goed zichtbaar is. Dit is waarschijnlijk een erfenis van het kruisen van Engelse Southdown vleesschapen met lokale rassen. Ze staan laag op de poten en hebben een ruime romp. Een volwassen ooi bereikt een gemiddeld gewicht van zo'n 65 kg, voor de ram ligt het volwassen gewicht rond 80 kg, maar er zijn ook zwaardere dieren bekend.
Enkele jaren geleden werd het Lakens schaap met uitsterven bedreigd maar onder meer door toedoen van hobbyfokkers zijn nu weer verschillende kuddes opgebouwd. Hoewel het Lakens schaap tegenwoordig zeer weinig voorkomt is het een vruchtbaar ras dat makkelijk lammert. Meestal worden tweelingen geboren maar ook drielingen en zelfs vierlingen zijn niet ongewoon.

## Herkomst
Het ras zou eind 19e eeuw gecreëerd zijn door een zekere herder Jansens, die verantwoordelijk was voor de schaapskudde van het Kasteel van Laken, een van de koninklijke residenties in België. Naast de schapen ontstond daar ook de Lakense herder, die als schaapshond werd gebruikt. Helaas ontbreekt ieder schriftelijk document om dit verhaal te staven.